# كارل أندرسون (لاعب كرة قدم)
كارل أندرسون (22 سبتمبر 1900 - 8 يناير 1981) هو لاعب كرة قدم سويدي في مركز الوسط. شارك مع منتخب السويد لكرة القدم. أما مع النوادي، فقد لعب مع نادي يورغوردينس وTranebergs IF ‏.

## وصلات خارجية
- كارل أندرسون على موقع قاعدة بيانات كرة القدم.إي يو (الإنجليزية)